# Риджфілд (Нью-Джерсі)
Риджфілд (англ. Ridgefield) — місто (англ. borough) в США, в окрузі Берген штату Нью-Джерсі. Населення — 11 501 особа (2020).

## Географія
Риджфілд розташований за координатами 40°49′56″ пн. ш. 74°0′54″ зх. д. / 40.83222° пн. ш. 74.01500° зх. д. (40.832337, -74.015134).  За даними Бюро перепису населення США в 2010 році місто мало площу 7,39 км², з яких 6,61 км² — суходіл та 0,79 км² — водойми.

## Демографія
Згідно з переписом 2010 року, у селищі мешкали 11 032 особи в 3905 домогосподарствах у складі 2995 родин. Було 4145 помешкань
Расовий склад населення:
| - 62,3 % — білих - 29,1 % — азіатів - 1,2 % — чорних або афроамериканців - 0,2 % — корінних американців - 4,7 % — осіб інших рас |

До двох чи більше рас належало 2,6 %. Частка іспаномовних становила 21,4 % від усіх жителів.
За віковим діапазоном населення розподілялося таким чином: 21,6 % — особи молодші 18 років, 64,1 % — особи у віці 18—64 років, 14,3 % — особи у віці 65 років та старші. Медіана віку мешканця становила 41,5 року. На 100 осіб жіночої статі у селищі припадало 92,0 чоловіків;  на 100 жінок у віці від 18 років та старших — 89,5 чоловіків також старших 18 років.
Середній дохід на одне домашнє господарство  становив 84 479 доларів США (медіана — 68 843), а середній дохід на одну сім'ю — 96 739 доларів (медіана — 79 818). Медіана доходів становила 52 453 долари для чоловіків та 36 758 доларів для жінок. За межею бідності перебувало 6,8 % осіб, у тому числі 4,5 % дітей у віці до 18 років та 10,3 % осіб у віці 65 років та старших.
Цивільне працевлаштоване населення становило 5697 осіб. Основні галузі зайнятості: освіта, охорона здоров'я та соціальна допомога — 21,7 %, роздрібна торгівля — 13,1 %, науковці, спеціалісти, менеджери — 10,0 %, виробництво — 9,9 %.